# Urceolina latifolia
Urceolina latifolia là một loài thực vật có hoa trong họ Amaryllidaceae. Loài này được (Herb.) Benth. & Hook.f. miêu tả khoa học đầu tiên năm 1883.